# 15. Panzergrenadier-Division
La 15. Panzergrenadier-Division fu un'unità militare tedesca nata nel giugno 1943 dai resti della 15. Panzer-Division, andata quasi completamente distrutta in Africa settentrionale. Combatté gli Alleati in Italia e nelle Ardenne, finendo quindi la guerra fronteggiando gli eserciti nemici mentre si ritirava in territorio tedesco.
Membri famosi della divisione furono Georg-Wilhelm Harazim e Hans Volkmer, due dei quattro soldati ad essere stati decorati due volte con la Croce tedesca in oro, una volta dall'esercito e una volta dall'aeronautica; Volkmer, in particolare, fu l'unico che la ricevette per due distinti episodi

## Storia
| Luogo                   | Periodo             |
| Italia                  | giu 1943 - ago 1944 |
| Francia                 | ago - nov 1944      |
| Germania                | nov - dic 1944      |
| Ardenne                 | dic 1944 - gen 1945 |
| Paesi Bassi             | gen - feb 1945      |
| Germania settentrionale | feb - mag 1945      |

La 15. Panzergrenadier-Division nacque il 15 luglio 1943 dal cambio di nome della Division "Sizilien", ex 15. Panzer-Division, andata distrutta per la maggior parte durante la campagna di Tunisia. Subito entrò in linea contro gli Alleati sbarcati a Licata, ma per la metà di agosto, come le altre truppe dell'Asse che ci riuscirono, abbandonò la Sicilia, opponendosi quindi allo sbarco a Salerno fino agli inizi di ottobre. Pochi giorni prima, il 30 settembre, il Panzer-Abteilung 215 (215º battaglione corazzato) in seno alla divisione aveva cambiato denominazione in Panzer-Abteilung 115.
Il proseguire dei combattimenti obbligò la divisione a tornare in azione sulla Linea Gustav, a metà ottobre, partecipando anche alla battaglia di Cassino fino al gennaio 1944, quando venne trasferita nel settore di Anzio per contenere l'sbarco di Anzio. In quel momento era inquadrata nei ranghi del XIV. Panzerkorps e aveva in organico il Panzer-Aufklärungs-Abteilung 115 (115º battaglione corazzato da ricognizione), arrivato nel dicembre del 1943. Un altro cambio di organico che si verificò nella 15. Panzergrenadier-Division fu, nel marzo 1944, il cambio di numerazione del Panzergrenadier-Regiment 129 (129º reggimento Panzergrenadier), che prese il posto del disciolto Panzergrenadier-Regiment 115. L'unità torno in azione alla metà di aprile e, dopo un periodo di riposo in maggio, fronteggiò gli Alleati in Toscana, in particolare difendendo Firenze. Il 12 agosto i soldati risultavano ancora schierati in Italia, stavolta nel LI Gebirgskorps.

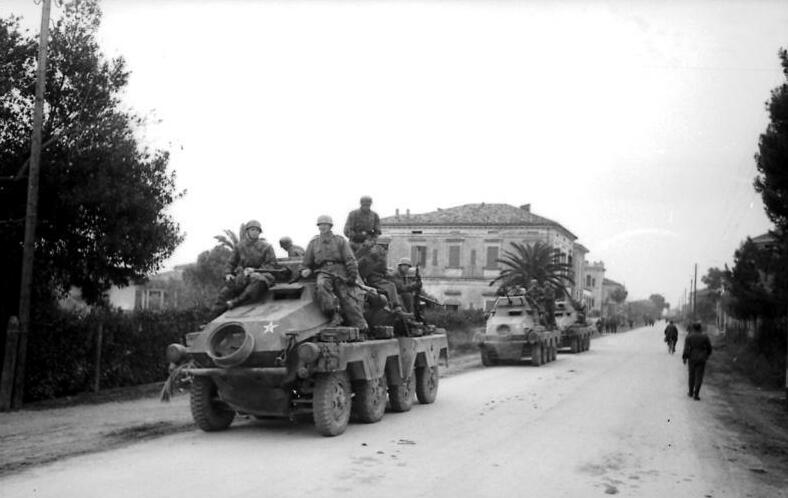
Italia, 1943: alcuni Fallschirmjäger sopra un autoblindo Sd.Kfz. 231 8 rad del Panzer-Aufklärungs-Abteilung 115, parte della 15. Panzergrenadier-Division. Si noti la stella dipinta nel cofano del mezzo, simbolo divisionale

In quello stesso agosto tuttavia la 15. Panzergrenadier-Division venne urgentemente rischierata in Francia meridionale, dove erano sbarcati gli Alleati. I combattimenti proseguirono sul fronte nord-orientale francese in settembre, a nord di Nancy per contrastare un attacco corazzato statunitense a Dieulouard, e durante la ritirata verso la Lorena. Il 18-19 del mese prese parte ad un contrattacco su Arracourt. All'inizio di ottobre incorporò la Panzer-Brigade 113 (113ª brigata corazzata) che impiego, insieme al resto delle sue unità, nel settore di Saarbrücken. Il 16 novembre un attacco statunitense sloggiò le truppe tedesche da alcune città a nord di Aquisgrana. Per il contrattacco venne attivata la divisione assieme alla 9. Panzer-Division che, tuttavia, non riuscirono ad ottenere dei successi, lottando invece per mantenere le posizioni di partenza. Dopo un altro insuccesso con la perdita di Geilenkirchen, dove la 15. Panzergrenadier-Division aveva distaccato un reggimento presso la 183. Volksgrenadier-Division (183ª divisione granatieri del popolo), l'unità venne posta a riposo nell'Eifel, in vita di un suo coinvolgimento nell'offensiva delle Ardenne.
L'operazione Wacht am Rhein nelle Ardenne vide la divisione combattere prima con la 15. Armee e poi con la 5. Panzerarmee. L'ultima offensiva della Wehrmacht terminò con un insuccesso per i tedeschi, e la 15. Panzergrenadier-Division dovette ritirarsi combattendo nei Paesi Bassi, arrendendosi quindi alle truppe britanniche a Wesermünde (provincia di Hannover) l'8 maggio 1945. Venne sciolta nel corso del mese.

## Ordine di battaglia
I dati che seguono sono tratti da okh.it.
15 luglio 1943
- Panzergrenadier-Regiment 104 (104º reggimento Panzergrenadier
- Panzergrenadier-Regiment 115
- Panzergrenadier-Regiment 129
- Panzergrenadier-Bataillon "Reggio" (battaglione Panzergrenadier "Reggio")
- Panzer-Abteilung 215 (Gierga) (215º battaglione corazzato – fino all'ottobre 1943)
- Artillerie-Regiment (mot.) 33 (33º reggimento artiglieria motorizzato)
- Heeres-Flakartillerie-Abteilung 315 (315º distaccamento FlaK dell'esercito)
- schnelle Abteilung 15. Panzergrenadier-Division (fino all'ottobre 1943)
- Panzerjäger-Abteilung 33 (33º battaglione anticarro)
- Panzer-Aufklärungs-Abteilung (mot.) 33 (33º battaglione corazzato da ricognizione)
- Pionier-Bataillon (mot.) 33 (33º battaglione motorizzato del genio)
- Nachrichten-Abteilung (mot.) 999 (999º battaglione comunicazioni)
- Unità da rimpiazzo e supporto

1944
- Panzergrenadier-Regiment 104
- Panzergrenadier-Regiment 115
- Panzer-Aufklärungs-Abteilung 115
- Panzer-Abteilung 115
- Artillerie-Regiment (mot.) 33
- Heeres-Flakartillerie-Abteilung 315
- Feldersatz-Bataillon 33 (33º battaglione rimpiazzi)
- Panzerjäger-Abteilung 33
- Pionier-Bataillon (mot.) 33
- Nachrichten-Abteilung 33
- Unità da supporto

## Comandanti
| Nome                 | Grado           | Inizio           | Fine             |
| Eberhard Rodt        | Generalleutnant | 1º luglio 1943   | ottobre 1943     |
| Ernst-Günther Baade  | Generalleutnant | ottobre 1943     | 20 novembre 1943 |
| Rudolf Sperl         | Generalleutnant | 20 novembre 1943 | 5 settembre 1944 |
| Karl-Theodor Simon   | Oberst          | 5 settembre 1944 | 9 ottobre 1944   |
| Hans-Joachim Deckert | Generalmajor    | 9 ottobre 1944   | 28 gennaio 1945  |
| Wolfgang Maucke      | Oberst          | 28 gennaio 1945  | 8 maggio 1945    |

Dati tratti da: